# Rohe Fluctus
Il Rohe Fluctus è una struttura geologica della superficie di Titano.